# لانسانا کونته
لانسانا کونته (انگلیسی: Lansana Conté؛ زاده ۳۰ نوامبر ۱۹۳۴ – درگذشته ۲۲ دسامبر ۲۰۰۸) یک سیاست‌مدار اهل گینه بود.